# Académie bolonaise des Incamminati

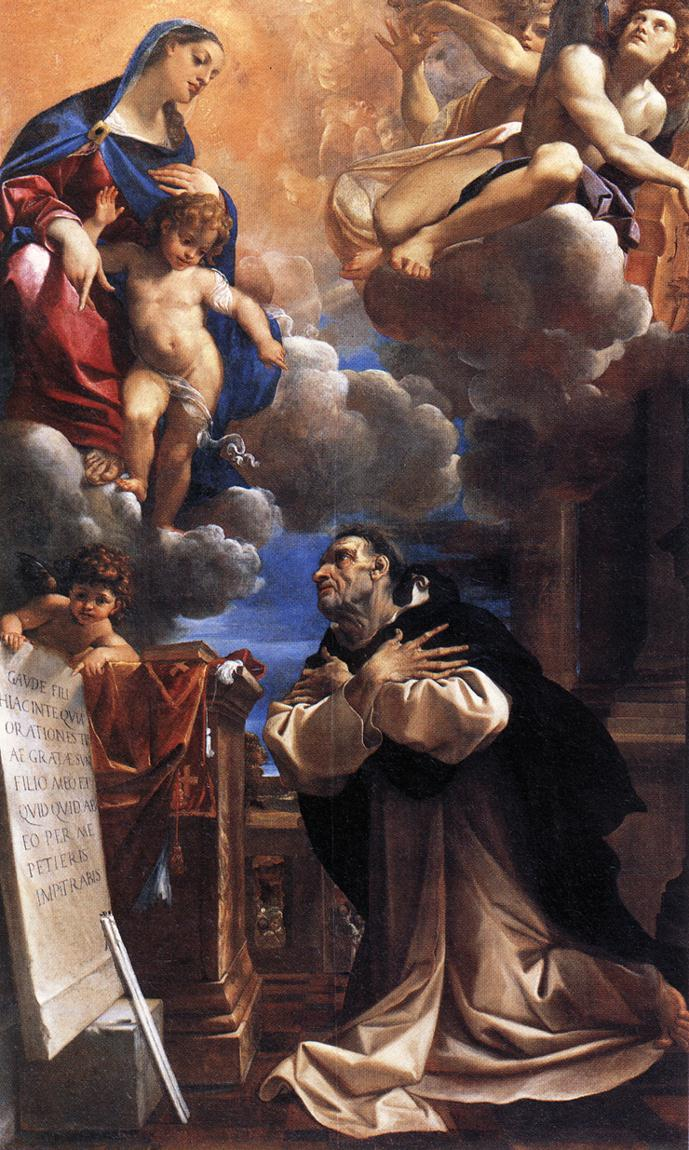
La Vierge et l'Enfant apparaissant à saint Hyacinthe par Ludovic Carrache (1594, Musée du Louvre)

L'Académie bolonaise des Incamminati (Accademia degli Incamminati en italien) est l'école bolonaise formée par les frères Carrache, Annibale, Agostino et leur cousin Lodovico, au XVIe siècle, à Bologne.
Appelée d'abord  en 1585 dei Desiderosi ou del Naturale, puis, en 1590 degli Incamminati (« des acheminés »  ou « des progressifs »), leur réaction stylistique et idéologique au maniérisme repose sur le retour aux formes antiques (qui donna naissance au classicisme et au baroque du XVIIe siècle) en alliant l'observation de la nature et le réalisme à l'imitation des meilleurs maîtres. 
Ils s'imposent des figures simples et claires utiles à la dévotion prônée par la Contre-Réforme, une peinture usant des symboles évidents comme la croix, la gloire, le lis, le crâne, le regard merveilleux, l'amour et l'extase de douleur. L'art sacré s'oriente alors différemment du maniérisme intellectuel qui est remplacé par un modèle classique fortement efficace connu sous le nom de baroque.
Lodovico assuma principalement la formation tous les jeunes peintres émiliens brillants après le départ pour Rome d'Agostino et d’Annibale, en 1595, parmi lesquels on note Guido Reni, L'Albane, le Dominiquin, Lucio Massari,  Le Guerchin, Giovanni Lanfranco, Alessandro Tiarini, Sisto Badalocchio, qui, appelés ensuite à Rome,  firent tous de brillantes carrières et formèrent de nombreux disciples.
Le premier grand travail collectif de leur académie fut la réalisation de fresques :
- Les Histoires de Jason et Médée. (1584 ca),  salles du palais bolonais du Comte Filippo Fava
- Le Baptême du Christ (1585), pour les Frères de l'église San Gregorio à Bologne,
- Pitié et Saints (1585), pour l'église des Capucins à Parme.
- Les fresques des  Histoires de Remus et Romulus (1588-1590 ca), décorations du Salon d'honneur du Palais Magnani à Bologne.

Les élèves consacrés :
- le peintre Lionello Spada entrée à l'académie en 1607, fresque de la Pêche miraculeuse à l'hôpital di San Procolo.
- le sculpteur  Alessandro Algardi

Giacomo Cavedone, son principal assistant, hérita à la mort de Lodovico en 1619, du titre de caposindaco de l'académie. 